# XFrames
XFrames é uma aplicação de XML que está a ser desenvolvida pela W3C para permitir a combinação de  múltiplos documentos. Tem como objectivo a substituição das molduras HTML. 
Os seus criadores esperam que seja capaz de resolver alguns problemas associados às molduras HTML. Esses problemas incluem:
- o botão "retroceder" do navegador não funcionar de uma forma intuitiva
- a perda da capacidade de adicionar facilmente documentos específicos aos favoritos
- o surgimento de resultados inesperados ao recarregar o conjunto de molduras
- ficar preso num conjunto de molduras
- a incapacidade de se discernir a origem de documentos diferentes

## Atalhos externos
- W3C Working Draft